# البحرية اليونانية
البحرية اليونانية (HN) (بااليونانية: Πολεμικό Ναυτικό، Polemikó Naftikó، مختصر ΠΝ) هو القوة البحرية من اليونان، وهي جزء من القوات المسلحة اليونانية. البحرية اليونانية الحديثة له جذوره في القوات البحرية من جزر بحر ايجه المختلفة، والتي قاتلت في حرب الاستقلال اليونانية. خلال فترات الحكم الملكي (1833-1924 و1936-1973) كانت تعرف باسم البحرية الملكية (Βασιλικόν Ναυτικόν، Vasilikón Naftikón، مختصر ΒΝ).
نزوح الإجمالي للسفن البحرية في كل ما يقرب من 150000 طن.
شعار البحرية اليونانية هو "Μέγα το Κράτος Θαλάσσης της" من "حساب بريكليز" ثيودوروس خطاب عشية الحرب البيلوبونيسية. [1] وقد ترجم هذا تقريبا مثل "عظيم هو البلد الذي يتحكم في البحر". [2] شعار البحرية اليونانية ويتكون من مرساة امام الصليب المسيحي وعبرت ترايدنت، مع الصليب يرمز الأرثوذكسية اليونانية، والتي ترمز ترايدنت بوسيدون، إله البحر في الميثولوجيا اليونانية. تتم كتابة الكلمات بريكليز "في أعلى الشعار.
«البحرية، كما أنها تمثل سلاحا ضروريا بالنسبة لليونان، ينبغي أن لا تنشأ عن الحرب وتهدف إلى الفوز».
الحكومة اليونانية (1866)

## التاريخ
التاريخ من البحرية اليونانية تبدأ مع ولادة اليونان الحديثة، ونظرا للطبيعة البحرية للبلد، وظهرت عليه دائما مكانا بارزا في التاريخ الحديث لليونان العسكرية.

### البحرية خلال الثورة
في بداية حرب الاستقلال اليونانية، وتألفت القوات البحرية التابعة لليونانيين في المقام الأول من الأسطول التجاري لسكان الجزيرة من سارونيك هيدرا، Spetsai وبوروس وأيضا سكان الجزر من بسارا وساموس. وكان أسطول من أهمية حاسمة بالنسبة لنجاح الثورة. وكان هدفها منع أكبر قدر ممكن من القوات البحرية العثمانية إعادة تزويد معزولة الحاميات العثمانية وتعزيزات من المحافظات أرض الإمبراطورية العثمانية في آسيا.
على الرغم من أن طواقم البحارة اليونانيين كانوا من ذوي الخبرة، على ضوء السفن اليونانية، merchantmen المسلحة معظمهم، كانوا غير قادرين على الوقوف في وجه السفن التركية واسعة من خط في القتال المباشر. لذلك أجرى اليونانيون ما يعادل العمليات البحرية الحديثة يوما خاصا، واللجوء إلى استخدام fireships (باليونانية: πυρπολικά أو μπουρλότα)، مع نجاح كبير. كان في استخدام مثل هذه السفن أن البحارة الشجعان مثل Kanaris قسطنطين اكتسب شهرة عالمية. تحت قيادة قادرة الأدميرالات، وأبرزها اندرياس Miaoulis من هيدرا، حقق انتصارات أسطول اليونانية في وقت مبكر، وضمان البقاء للتمرد في البر الرئيسى.
ومع ذلك، واليونان تورطت في حرب أهلية، ودعا سلطان على موضوع أقوى له، ومحمد علي من مصر، للحصول على مساعدات. فشل الإغريق التي تعاني من الصراع الداخلي والصعوبات المالية في الحفاظ على أسطول في الاستعداد الدائم، لمنع أسر وتدمير Kasos وبسارا في عام 1824، أو الهبوط للجيش المصري في المدن الصناعية. على الرغم من الانتصارات في ساموس وGerontas، تعرض للتهديد مع انهيار الثورة حتى تدخل القوى العظمى في معركة نافارينو في عام 1827. هناك هزم بشكل حاسم أسطول Egypto العثمانية من قبل الأساطيل المشتركة لبريطانيا وفرنسا والإمبراطورية الروسية، وتأمين فعالية استقلال اليونان.
تألف الأسطول اليوناني يوانيس Capodistrias عندما أصبح حاكما لليونان المحررة حديثا في عام 1828، من السفن القليلة المتبقية، التي شاركت في الحرب من أجل الاستقلال. وكان أول وزير «الشؤون البحرية» قسطنطين Kanaris، وكان قد تم بناء السفينة أقوى من الأسطول في ذلك الوقت، وهيلاس الفرقاطة، في الولايات المتحدة في عام 1825. أنشأت البحرية اليونانية مقر قيادتها في جزيرة بوروس وبناء سلسلة جديدة من السفن وبدأت في القاعدة البحرية [بحاجة لمصدر] في حين تم تدريجيا السفن القديمة التي تقاعدت. وعلاوة على ذلك، بدأت جهود متواصلة من أجل تعليم الضباط. في البداية تم تدريب الشباب في المدرسة العسكرية للEvelpidon Scholi وبعد ذلك نقلوا إلى القوات البحرية، كما لم يكن هناك أي شيء مثل الأكاديمية البحرية. [3]
في عام 1831، نزل اليونان في حالة من الفوضى مع العديد من المجالات، بما في ذلك ماني وهيدرا، في ثورة. وكان خلال هذه الثورة التي تم تعيينها في هيلاس الرئيسي، رست في بوروس، في اطلاق نار من قبل الاميرال اندرياس Miaoulis. [4] اغتيل Capodistrias بعد بضعة أشهر.

### اليونانية البحرية الملكية من الملك أوتو
تألف الأسطول اليوناني عندما الملك الجديد أوتو وصل إلى العاصمة اليونانية، نافبليون، في عام 1832 على متن سفينة حربية مدغشقر HMS البريطانية، من 1 المراكب كورفيت 3، gollettes 6، الزوارق الحربية 2، 2 البواخر وعدد قليل من أكثر السفن الصغيرة. تأسست أول مدرسة البحرية في عام 1846 على Loudovikos كورفيت وكلف Palaskas ليونيداس مديرا لها. لكن عدم كفاءة وتدريب الضباط، إلى جانب الصراع بين أولئك الذين متابعة التحديث وأولئك الذين كانوا ذخرا للتقاليد المحاربين القدامى من الكفاح من أجل الاستقلال، أدى إلى سلاح البحرية المقيدة وغير فعال، والذي كان يقتصر على حفظ الأمن في البحر ومطاردة القراصنة.
خلال 1850s، وفاز العناصر الأكثر تقدمية للبحرية الخروج وأضيف إلى الأسطول مع المزيد من السفن. في عام 1855، أمرت أول من الحديد المروحة يحركها السفن من إنجلترا. كانت هذه Panopi بواخر، Pliksavra، Afroessa، وSfendoni. [3]

### نمو للبحرية في عهد جورج الملك

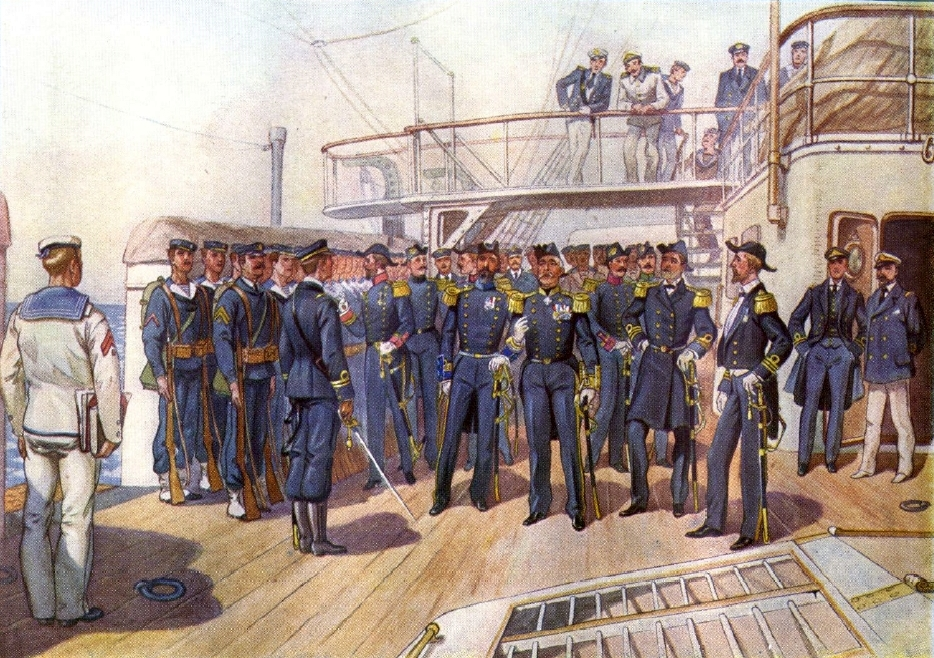
Navy uniforms in the 1890s.

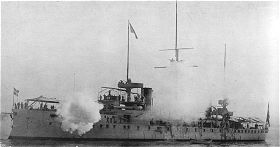
Battleship Psara.

خلال التمرد كريتي 1866، وكانت السفن التابعة للبحرية الملكية في اليونان أي شرط لتقديم الدعم لها. أدى هذا الفشل إلى ايقاظ الحكومة لمشكلة قصور بحرية واعتماد سياسة تنص على أن: «البحرية، كما أنها تمثل سلاحا ضروريا بالنسبة لليونان، وينبغي أن تنشأ فقط من أجل الحرب وتهدف إلى الفوز». بسبب هذا، تم تزويد الأسطول مع السفن الجديدة وأكبر، مما يعكس عددا من الابتكارات بما في ذلك استخدام الحديد في صناعة السفن واختراع الطوربيد، مع هذه التطورات، وفعالية ومظهر من البحرية اليونانية التي تم تغييرها.
وفي الوقت نفسه بعد عام 1878، بسبب الحرب الروسية التركية، والحاجة إلى توسيع البحرية اليونانية، تم إنشاء قاعدة جديدة وأكبر بحرية في منطقة Faneromeni سلاميس، وبضع سنوات في وقت لاحق نقلت إلى المنطقة من حيث Arapis لا يزال حتى اليوم. في نفس الوقت تم تأسيس الأكاديمية البحرية، وقدم الياس Kanellopoulos المدير. قدمت لجنة من فرنسا برئاسة وجون الاميرال 1، متقدمة جديدة للبحرية التنظيم والتدريب المنهجي للموظفين النشر من خلال إنشاء مدرسة للتدريب في المبنى القديم من القاعدة البحرية في بوروس. في عهد حكومة Trikoupis تشاريلاوس في عام 1889، وزادت من أسطول مع الاستيلاء على السفن الحربية الجديدة: هيدرا، Spetsai، وبسارا من فرنسا. وهكذا، فإن البحرية اليونانية عندما اليونان ذهبت إلى الحرب في الحرب اليونانية التركية في عام 1897، أنشأت هيمنتها في بحر إيجة، ومع ذلك، فإنها لم تتمكن من تغيير نتائج الحرب على الأرض، والتي كانت إذلال وطني.
في عام 1907، والقوات البحرية اليونانية العامة للموظفين (Γενικό Επιτελείο Ναυτικού) تأسست، مع Kountouriotis بافلوس آنذاك الكابتن وأول رئيس لها. بعد الحرب، في عام 1897، شرعت الدولة العثمانية على برنامج للتوسع بحرية لأسطولها وكرد فعل على ذلك، في عام 1909، تم شراء طراد جورجيوس افيروف من إيطاليا. في عام 1910، وصلت بعثة الإنجليزية البحرية، التي يرأسها Tuffnel الاميرال، من أجل تقديم توصيات لتحسينه في تنظيم وتدريب للقوات البحرية. قاد بعثة إلى اعتماد نمط اللغة الإنجليزية من التنظيم والإدارة والتدريب، ولا سيما في منطقة إستراتيجية.

### الحرب العالمية الأولى وبعد: 1914-1940

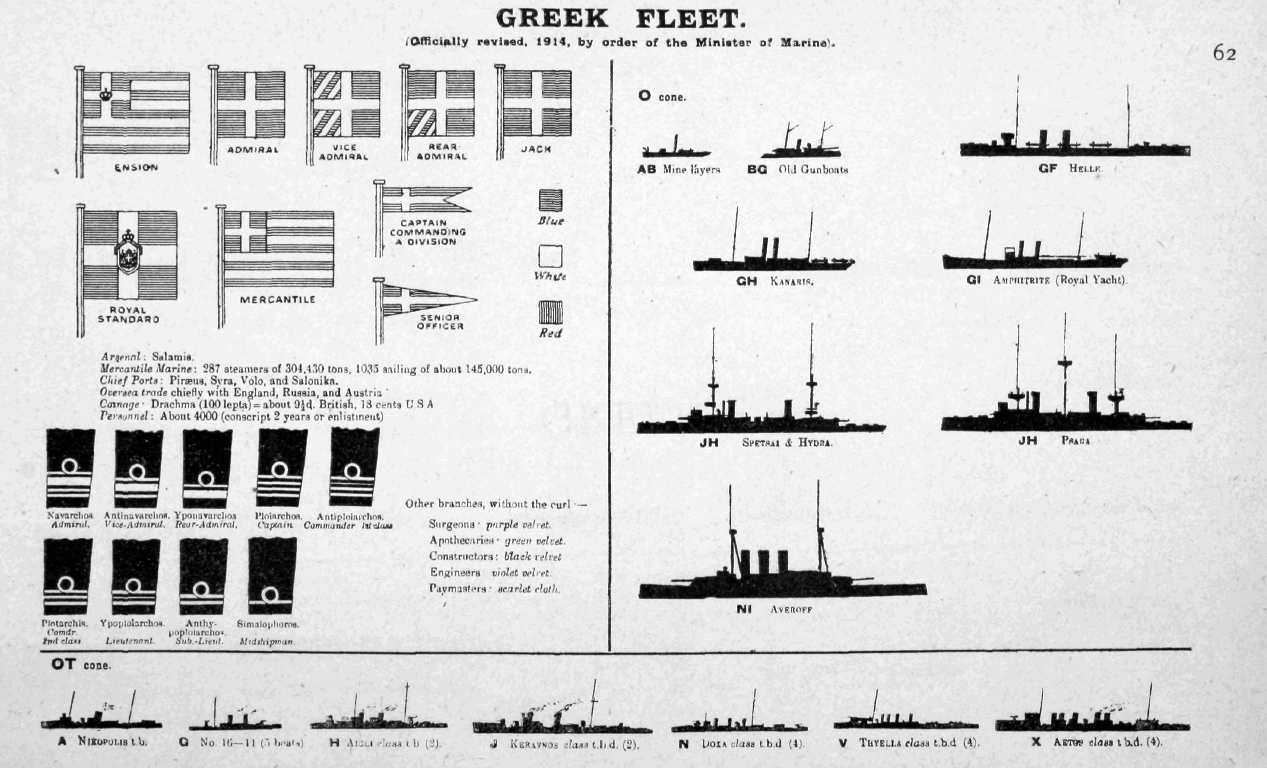
The flags, rank insignia and ship silhouettes of the Greek fleet, 1914

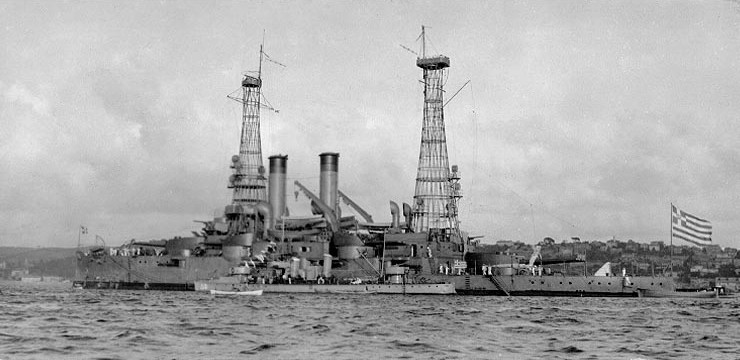
Greek battleship Limnos at القسطنطينية in 1919.

وتألفت القوات البحرية، قبل وقت قصير من حروب البلقان، من مدمرة وسفينة حربية أسطول. وكانت مهمتها هجومية في المقام الأول، تهدف إلى الاستيلاء على الجزر العثماني الذي عقد في شرق بحر ايجه، وإقامة سيادة البحرية في المنطقة. تحقيقا لهذه الغاية، لها، اللواء قائد العام للقوات المسلحة الاميرال بافلوس Kountouriotis، إنشاء قاعدة متقدمة في خليج Moudros في يمنوس، مباشرة قبالة مضيق الدردنيل. بعد هزيمة الاندفاعات 2 التركية من مضيق في إيلي (ديسمبر 1912) ويمنوس (يناير 1913)، وقد حصل على بحر ايجه لليونان.
وتلت حروب البلقان من قبل التصعيد السريع بين اليونان والدولة العثمانية حول الوضع غير واضح حتى الآن كما من جزر بحر إيجه الشرقية. كل من الحكومات شرعت في سباق التسلح البحري، مع اليونان شراء عفا عليها الزمن battleships يمنوس وكيلكيس وضوء إيلي طراد، وكذلك طلب من اثنين dreadnoughts، وكونستانتينوس Vasilefs والسلامي وعدد من المدمرات. لكن، مع اندلاع الحرب العالمية الأولى، وتوقفت بناء dreadnoughts.
في البداية خلال الحرب، تليها اليونان دورة الحياد، مع رئيس الوزراء الفثيريوس فنيزيلوس لصالح الوفاق والمؤيدة للألماني الملك قسطنطين الأول الدعوة إلى الحياد. هذا الخلاف أدى في النهاية إلى صراع سياسي عميق، والمعروفة باسم «الانشقاق الوطني». في نوفمبر تشرين الثاني 1916، صادرت الفرنسية من أجل الضغط على الحكومة الملكية في أثينا، والسفن اليونانية. استمروا في العمل مع فرق فرنسية، في المقام الأول في مرافقة قافلة وواجبات دورية في منطقة بحر إيجة، حتى اليونان دخلت الحرب إلى جانب الحلفاء لفي يونيو حزيران عام 1917، وعند هذه النقطة اعيدوا إلى اليونان. بعد ذلك، أخذت البحرية اليونانية المشاركة في عمليات الحلف في منطقة بحر إيجة، في حملة الحلفاء في دعم الجيوش دينيكين والأبيض في أوكرانيا، و. في عمليات الحرب اليونانية التركية من 1919-1922 في آسيا الصغرى
بعد هزيمة اليونان كارثية، 1920s و1930s في وقت مبكر وكانت فترة مضطربة سياسيا، مع الاقتصاد في حالة سيئة، وبالتالي فإن البحرية تتلق أي وحدات جديدة، وبصرف النظر عن التحديث من أربع مدمرات وشراء ست غواصات فرنسية في عام 1927 وأربعة الإيطالية المدمرات في عام 1929.

### الحرب العالمية الثانية
في عام 1938، أمرت اليونان 4 مدمرات فئة السلوقي الحديثة في أحواض بناء السفن الإنجليزية، مما يجعل من خطوة جادة نحو التحديث. اندلاع الحرب في أوروبا، ومع ذلك، سمح اثنين فقط ليتم تسليمها. دخلت اليونان الحرب العالمية الثانية مع قوة بحرية تتكون من 2 البوارج، 1 كروزر مصفحة، والمدمرات 14، والغواصات الست. [5]
خلال الحرب اليونانية والإيطالية، وأحاطت القوات البحرية خلال بعثات مرافقة القافلة في البحر الأيوني، وشرعت حتى في ثلاث غارات ضد قوافل الإمدادات الإيطالية في مضيق اوترانتو. ونظرا للدور الأكثر أهمية بالنسبة للغواصات، والتي على الرغم من أن عفا عليها الزمن، تمكنت من اغراق عدة سفن البضائع الإيطالية في البحر الادرياتيكي.
لكن عانى RHN عندما هاجمت ألمانيا النازية واليونان، وبشكل كبير في أيدي سلاح الجو، مع 25 سفينة، بما في ذلك سفينة حربية قديمة، السفينة الآن تدريب المدفعية، كيلكيس والهيكل من يمنوس شقيقتها، خسر في غضون بضعة أيام في نيسان 1941. وتقرر بعد ذلك إلى تحويل أسطول الباقية (واحدة طراد، الشهير افيروف، وثلاث مدمرات وغواصات 5) لينضم لاسطول البحر الأبيض المتوسط البريطاني في الإسكندرية.
اثناء تطور الحرب، وزيادة عدد السفن اليونانية البحرية الملكية بعد تنازل من عدة مدمرات وغواصات من البحرية الملكية البريطانية. وأبرز جوانب المشاركة في الملكية اليونانية البحرية في الحرب العالمية الثانية، وتشمل العمليات التي يقوم بها أولغا Vassilissa المدمرة التي، حتى غرقت في يروس في 23 سبتمبر 1943، وكانت المدمرة الحلفاء الأكثر نجاحا في البحر الأبيض المتوسط، بمشاركة مدمرتين في عملية أفرلورد، وقصة Adrias المدمرة، والذي في حين تعمل على مقربة من الساحل من كاليمنوس في أكتوبر 1943 انفجر لغم، مما أدى إلى خسارة من مقدمة المركب السفينة، في حين تهب المسدس اثنين من برج إلى الأمام على الجسر. بعد بعض التصليحات البسيطة في خليج Gümüşlük في تركيا استطاع Adrias للعودة إلى الإسكندرية في رحلة (640 كلم) 400 ميل، على الرغم من كل forepart من السفينة، وتصل إلى الجسر، وكان في عداد المفقودين.

### عصر ما بعد الحرب

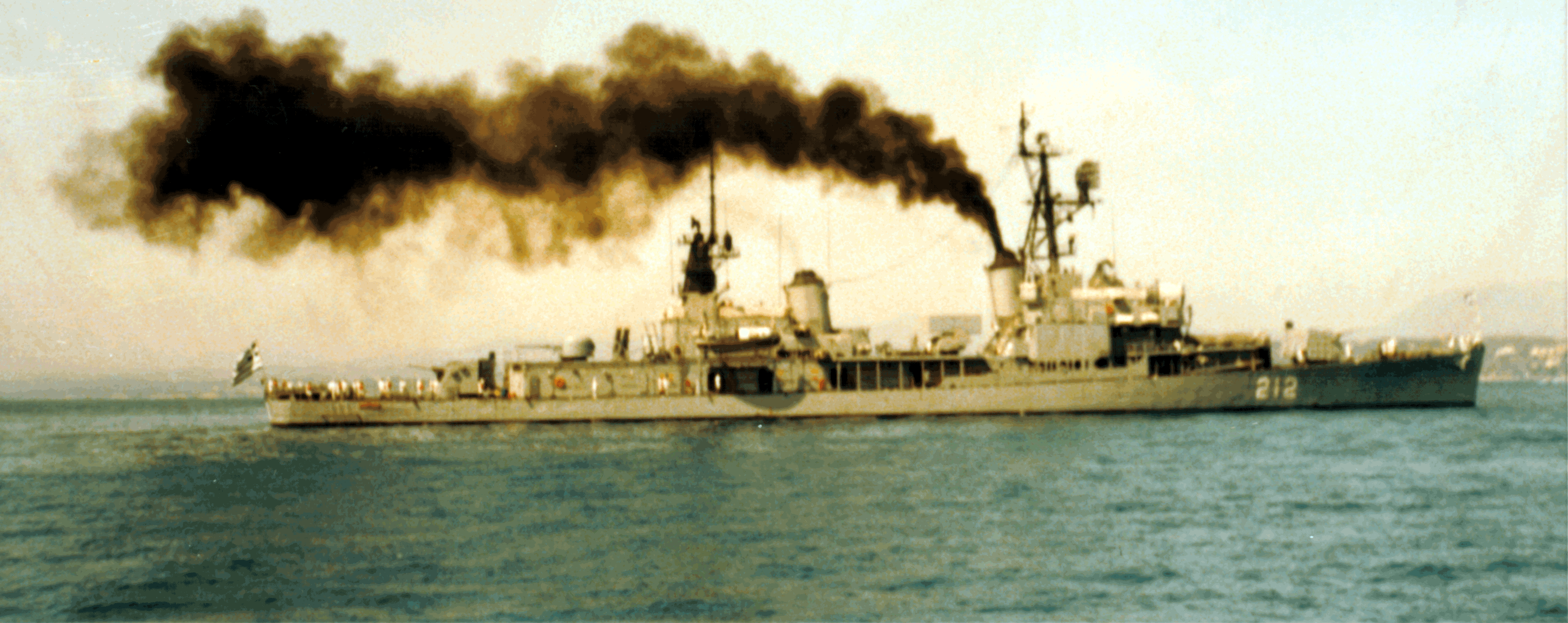
The destroyer Kanaris (D212), a few weeks before decommission.

بعد الحرب العالمية الثانية، وعزز بشكل كبير من اليونانية البحرية الملكية من قبل امتياز من السفن البريطانية والإيطالية. المنظمة تغيرت أيضا تمشيا مع المذاهب البحرية الحديثة في تلك الحقبة بعد المدخل إلى حلف شمال الأطلسي في عام 1952. في بداية 1950s، وشكلت الولايات المتحدة المساعدات العسكرية الأساسية للقوات المسلحة للبلاد. تلقى الهيلينية البحرية الملكية أول بوستويك من الدرجة مدمرات الذي عقد في حوش اسم (Θηρία)، في حين سحب البريطانية منها.
كان التغيير القادم كبير خلال 1970s في وقت مبكر، عندما اليونان كانت أول قوة بحرية البحر الأبيض المتوسط أن تأمر مزودة بصواريخ سفينة هجوم سريع (Combattante الثاني) ونوع الغواصات 209، في حين واصلت الولايات المتحدة مساعدات عسكرية في شكل مدمرات فرام من الدرجة الثانية. في عام 1979، وضعت البحرية اليونانية أمر في هولندا لمدة الحديثة فرقاطات فئة قياسي (الطبقة إيلي). وكانت هذه عمليات الاستحواذ الأول من جديد سفن السطح الرئيسي، بدلا من استخدام السفن المستعملة، في ما يقرب من أربعة عقود.

### عام 1980 إلى تقديم

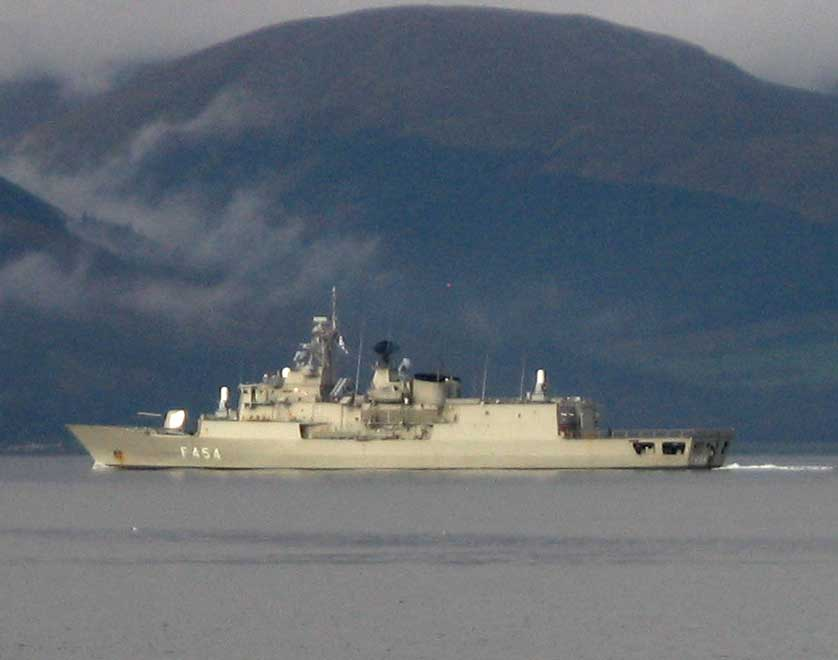
Frigate Psara (F454) sailing down the Firth of Clyde at the start of Neptune Warrior multinational training exercise.

وتم تعزيز القوات البحرية اليونانية إلى نقطة القصوى خلال العقد الماضي. القادمين من فئة هيدرا (MEKO 200 HN) وفرقاطات فئة أكثر ستاندرد جنبا إلى جنب مع أوامر لطرادات صواريخ أكثر، سمح بوسيدون غواصات من طراز 209 نوع غواصة وطائرات هليكوبتر بحرية على التقاعد من السفن عفا عليها الزمن.
اليونان كما تلقت 4 تشارلز ف ادامز فئة المدمرات من البحرية الأمريكية في 1991-1992. كل أربعة ومنذ ذلك الحين أغلقت منذ الالكترونيات والتسلح وعفا عليها الزمن وأنها تتطلب فرق كبير.
واصلت التقدم عندما أمرت اليونان غواصات من نوع 214 التي تتميز 1 دفع الهواء المستقل (الوكالة) النظام، سيكورسكي S-70B-6/10 طائرات هليكوبتر من طراز هوك وبحر إيجه مشروع 1232.2 الحوامات فئة الثور من روسيا وأوكرانيا.
وشملت خطط حديثة وتحديث فرقاطات فئة قياسي جديد مع الالكترونيات وأنظمة الرادار، وتحديث Glaukos وغواصات من طراز بوسيدون مع سونار جديد والإلكترونيات ومحركات الدفع الهواء المستقلة (برامج نبتون 1/2).

## سلسلة من القيادة

### الأوامر الرئيسية
- Γενικό Επιτελείο Εθνικής Αμύνης (ΓΕΕΘΑ) هيئة الأركان العامة للدفاع الوطني
- Γενικόν Επιτελείον Ναυτικού (ΓΕΝ) Hellenic Navy General Staff
  - Αρχηγείον Στόλου (ΑΣ) Fleet Headquarters
    - Ναυτική Διοίκηση Αιγαίου (ΝΔΑ) Aegean Sea Naval Command, بيرايوس 37°56′01″N 23°37′31″E / 37.93361°N 23.62528°E
    - Ναυτική Διοίκηση Ιονίου (ΝΔΙ) Ionian Sea Naval Command, باتراس 38°15′00″N 21°44′00″E / 38.25000°N 21.73333°E
    - Ναυτική Διοίκηση Βορείου Ελλάδος (ΝΔΒΕ) Northern Greece Naval Command, سالونيك

  - Διοίκηση Ναυτικής Εκπαίδευσης (ΔΝΕ) Navy Training Command
  - Διοίκηση Διοικητικής Μέριμνας (ΔΔΜΝ) Paymaster Command
    - Ναύσταθμος Σούδας خليج سودا Naval Dock Crete
    - Ναύσταθμος Σαλαμίνας Salamis Naval Base 37°58′25″N 23°31′42″E / 37.97361°N 23.52833°E and 37°59′22″N 23°43′18″E / 37.98944°N 23.72167°E

  - Υδρογραφική Υπηρεσία Hellenic Navy Hydrographic Service[1]
  - Υπηρεσία Φάρων Lighthouse Service[2]

### مكافحة الأسلحة
- Διοίκηση Φρεγατών (ΔΦΓ) Frigate Command
- Διοίκηση Κανονιοφόρων (ΔΚΦ) Gunboat Command
- Διοίκηση Ταχέων Σκαφών (ΔΤΣ) Fast Attack Craft Command
- Διοίκηση Υποβρυχίων (ΔΥ) Submarine Command
- Διοίκηση Αμφιβίων Δυνάμεων (ΔΑΔ) Amphibious Assault Forces Command
  - اليونان does not have a مشاة البحرية established as a separate branch attached to the naval service. Instead, the Army includes the 32nd Marine Brigade (32η Ταξιαρχία Πεζοναυτών); the Navy provides the landing craft etc.
- Διοίκηση Υποβρυχίων Καταστροφών (ΔΥΚ) Underwater Demolition Command
- Αεροπορία Ναυτικής Συνεργασίας Fleet Air Arm
  - Διοίκηση Ελικοπτέρων Ναυτικού (ΔΕΝ) Naval Helicopter Command, Kotroni Naval Fort, 38°08′31″N 23°57′03″E / 38.14194°N 23.95083°E
  - 353 Μοίρα Ναυτικής Συνεργασίας (353 ΜΝΑΣ) 353rd Naval Cooperation Squadron, joint operation with القوات الجوية اليونانية 112 Combat Wing, إلفسينا، currently with no active aircraft. 38°04′13″N 23°33′56″E / 38.07028°N 23.56556°E
  - Ελικοδρομιο Αμφιάλης = Amfiali Heliport 37°59′30″N 23°34′28″E / 37.99167°N 23.57444°E

### مكافحة الأسلحة الدعم
- Διοίκηση Ναρκοπολέμου (ΔΝΑΡ) Minesweeper Command

### الدعم القتالي الخدمة
- Σχολή Εξάσκησης Ναυτικής Τακτικής (ΣΕΝΤ) Naval Tactical Training School (under Fleet Headquarters)

## الرتب والشارات

### الضباط
| Officer Grade Structure of the Hellenic Navy | Officer Grade Structure of the Hellenic Navy | Officer Grade Structure of the Hellenic Navy | Officer Grade Structure of the Hellenic Navy | Officer Grade Structure of the Hellenic Navy | Officer Grade Structure of the Hellenic Navy | Officer Grade Structure of the Hellenic Navy | Officer Grade Structure of the Hellenic Navy | Officer Grade Structure of the Hellenic Navy | Officer Grade Structure of the Hellenic Navy |
| OF-9                                         | OF-8                                         | OF-7                                         | OF-6                                         | OF-5                                         | OF-4                                         | OF-3                                         | OF-2                                         | OF-1                                         | OF-1                                         |
| -------------------------------------------- | -------------------------------------------- | -------------------------------------------- | -------------------------------------------- | -------------------------------------------- | -------------------------------------------- | -------------------------------------------- | -------------------------------------------- | -------------------------------------------- | -------------------------------------------- |
| Ναύαρχος (Admiral)                           | Αντιναύαρχος (Vice Admiral)                  | Υποναύαρχος (Rear Admiral)                   | Αρχιπλοίαρχος (Commodore)                    | Πλοίαρχος (Captain)                          | Αντιπλοίαρχος (Commander)                    | Πλωτάρχης (Lt. Commander)                    | Υποπλοίαρχος (Lieutenant)                    | Ανθυποπλοίαρχος (Sub-Lieutenant)             | Σημαιοφόρος (Ensign)                         |
|                                              |                                              |                                              |                                              |                                              |                                              |                                              |                                              |                                              |                                              |
|                                              |                                              |                                              |                                              |                                              |                                              |                                              |                                              |                                              |                                              |

### ضباط الصف والنشر
| NCO Rank Structure of the Hellenic Navy        | NCO Rank Structure of the Hellenic Navy                                               | NCO Rank Structure of the Hellenic Navy | NCO Rank Structure of the Hellenic Navy | NCO Rank Structure of the Hellenic Navy | NCO Rank Structure of the Hellenic Navy | NCO Rank Structure of the Hellenic Navy | NCO Rank Structure of the Hellenic Navy |
| OR-9                                           | OR-9                                                                                  | OR-8                                    | OR-7                                    | OR-6                                    | OR-4                                    | OR-1                                    |                                         |
| ---------------------------------------------- | ------------------------------------------------------------------------------------- | --------------------------------------- | --------------------------------------- | --------------------------------------- | --------------------------------------- | --------------------------------------- | --------------------------------------- |
| Ανθυπασπιστής Anthypaspistis (Warrant Officer) | Σημαιοφόρος Επίκουρος Αξιωματικός Simaioforos Epikouros Axiomatikos (Warrant Officer) | Αρχικελευστής Archikelefstis            | Επικελευστής Epikelefstis               | Κελευστής Kelefstis                     | Δίοπος Diopos                           | Ναύτης Naftis                           |                                         |
|                                                |                                                                                       |                                         |                                         |                                         |                                         |                                         |                                         |

## الجرد

### طائرات الأسطول
| Aircraft                  | Origin           | Type                   | Versions     | In Service | Total Numbers | Notes                                                   | Photo |
| ------------------------- | ---------------- | ---------------------- | ------------ | ---------- | ------------- | ------------------------------------------------------- | ----- |
| إس إتش-60 سي هوك          | الولايات المتحدة | الحرب المضادة للغواصات | S-70B-6S-70B | 83         | 11            |                                                         |       |
| بيل يو إتش-1إن توين هيوي  | إيطاليا          | الحرب المضادة للغواصات | AB-212 ASW   | 8          | 8             | Upgraded naval version of the بيل يو إتش-1إن توين هيوي. |       |
| إيروسباسيال ألويت الثالثة | فرنسا            | Trainer                | SA-319B      | 2          | 2             |                                                         |       |

### السفن المسحوبة من الخدمة في الآونة الأخيرة

#### فرقاطات القياسية فئة (Kortenaer)
- HS Bouboulina (F 463) (ex Dutch Navy HNLMS Pieter Florisz, ex HNLMS Willem van der Zaan, F-826). Currently inactive, to be officially decommissioned in the near future.

#### نوع لا Combattante IIA وزوارق سريعة هجوم صاروخي
- HS Vlahavas (P74): Decommissioned on 2011-06-10[5][6]
- HS Tournas (P76): Decommissioned on 2011-06-10[5][6]
- HS Sakipis (P77): Decommissioned on 2011-06-10[5][6]

#### من كاسحات الألغام
- HS Kissa (M 242), decommissioned on 21 June 2010 [7]

#### القوارب المسلحة
- HS Niki (P-62) (ex German Thetis P 6052), Thetis class  [لغات أخرى]‏, decommissioned on 2 April 2009.
- HS Doxa (P-63) (ex German Najade P 6054), Thetis class  [لغات أخرى]‏, decommissioned on 22 April 2010.[8]
- HS Eleftheria (P-64) (ex German Triton P 6055), Thetis class  [لغات أخرى]‏, decommissioned on 22 April 2010.

#### الغواصات
- HS Glavkos' (S110): Type 209/1100, to be decommissioned within 2011.[5]

#### القاطرات
- HS Iraklis (A-423), decommissioned on 30 November 2009
- HS Aegefs (A-438), decommissioned on 30 November 2009
- HS Pilefs(A-413), decommissioned on 30 November 2009

#### السفن الذخيرة
- HS Evros (A-415), 1976–2009

## الهيلينية أعلام البحرية

HN Naval اللواء (راية) and the universal flag of اليونان.
HN Naval Jack.
Minister of Defence flag.
HN 4-star Admiral's Flag.
HN Senior Officer's flag.
HN Commissioning Pennant.

## معرض الصور

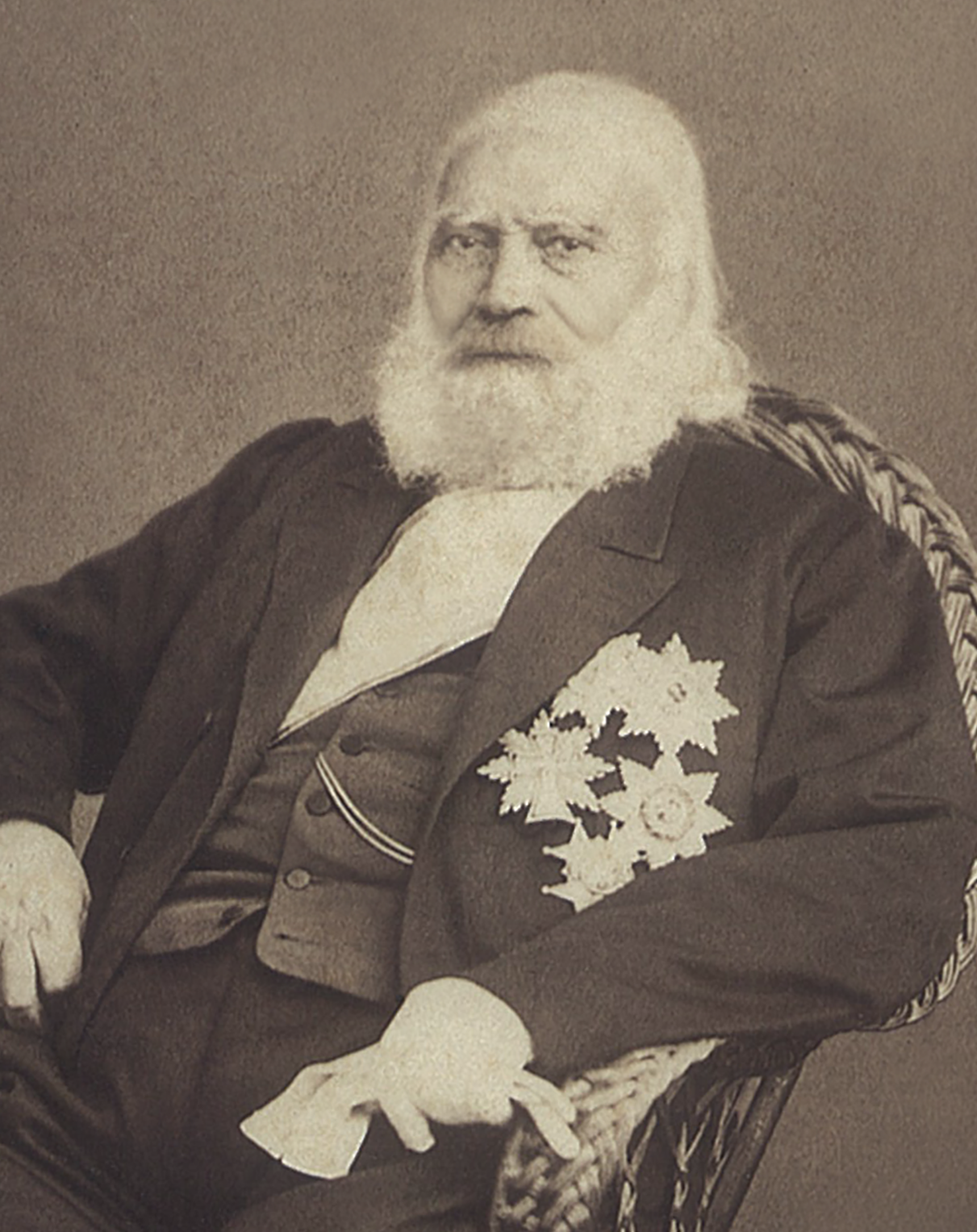
Admiral and War of Independence hero Konstantinos Kanaris (1793-1877).
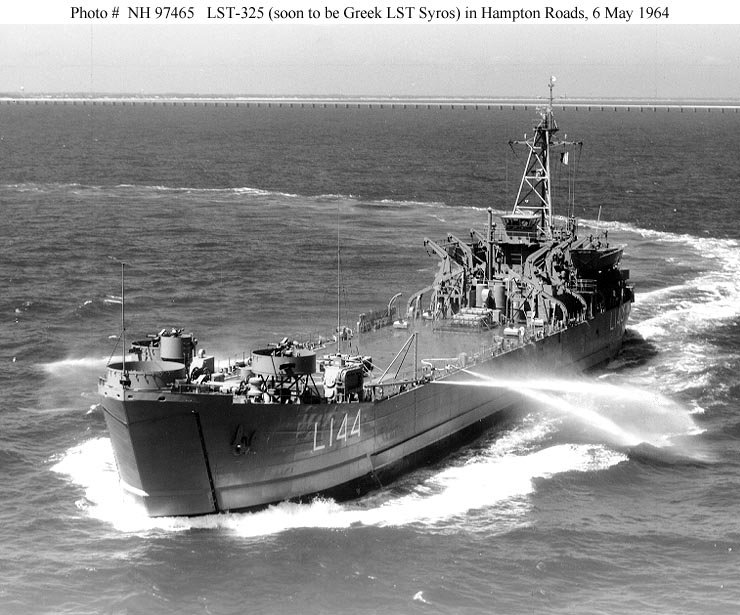
LST HS Syros, L-144, undergoing trials, 1964.
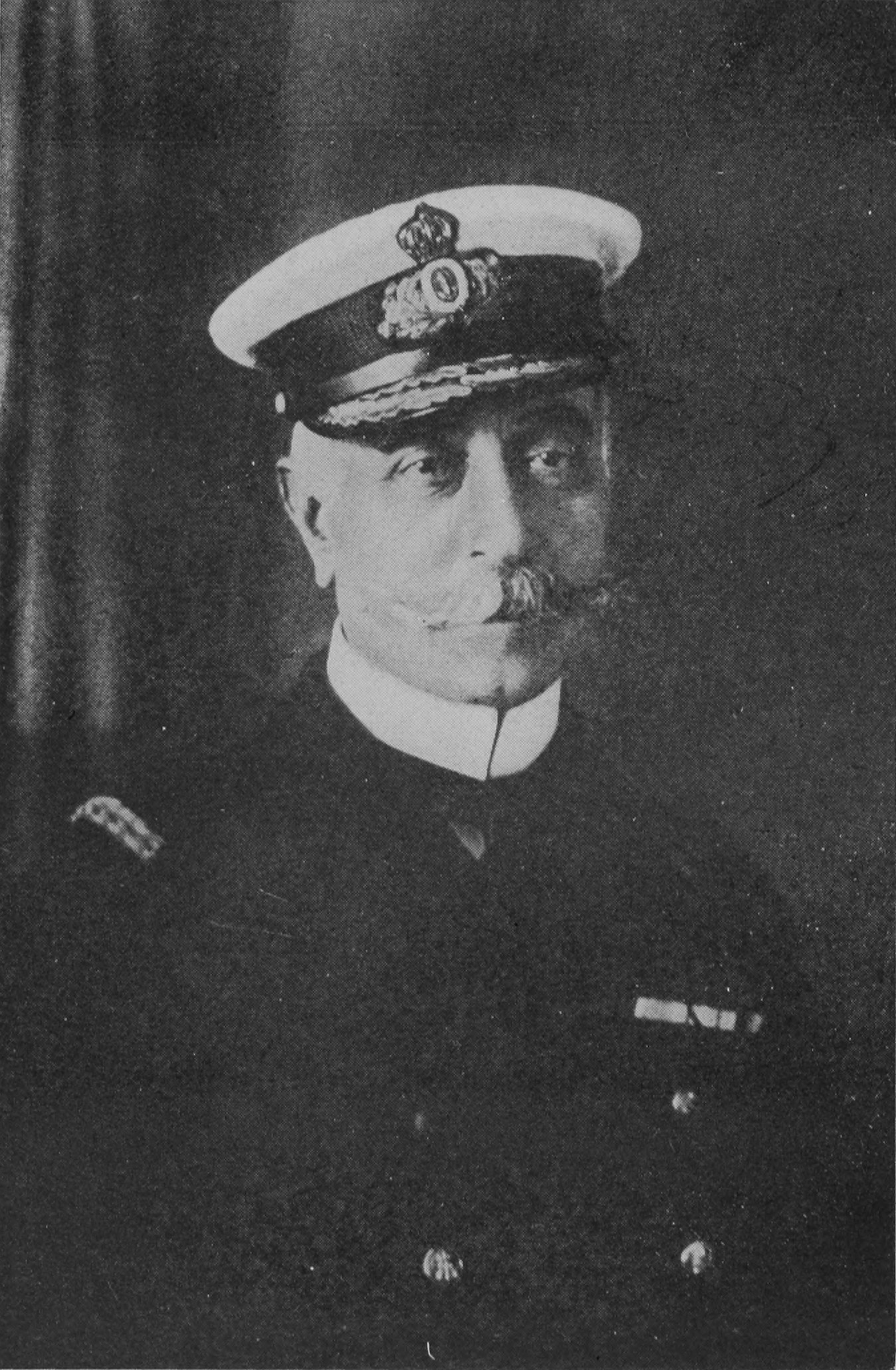
Admiral and Regent of Greece Pavlos Kountouriotis (1855-1935).
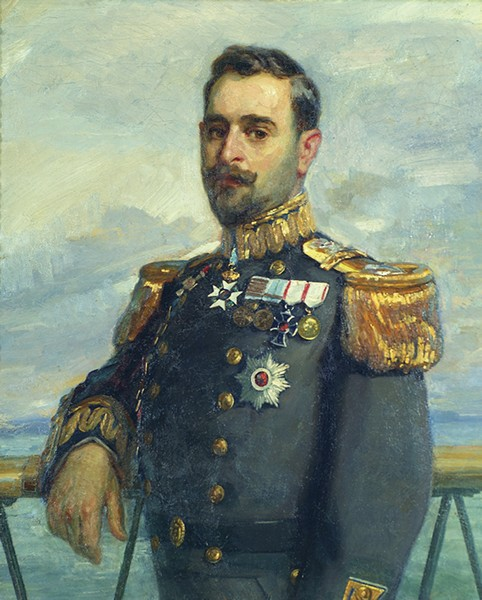
Portrait of Rear Admiral Sofoklis Dousmanis (1868-1952).
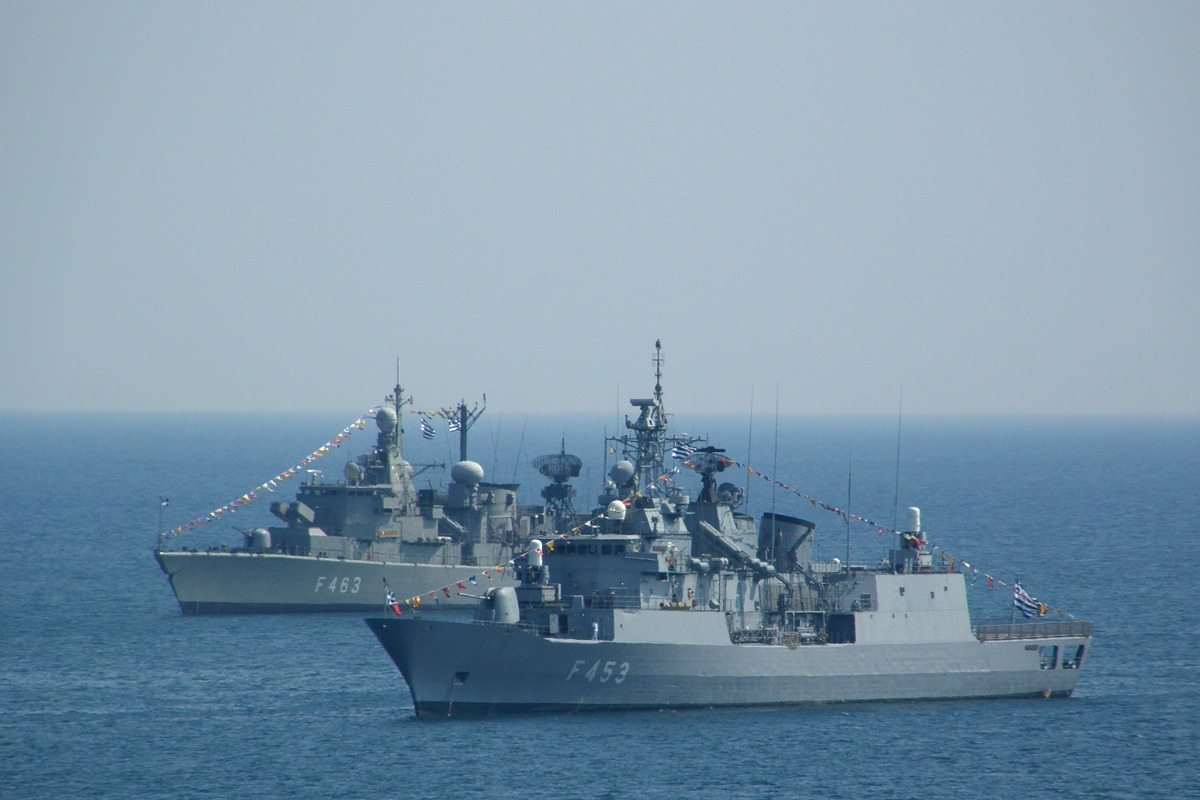
Frigates HS Spetsai, F-453 and HS Bouboulina, F-463, at Phaleron Bay.
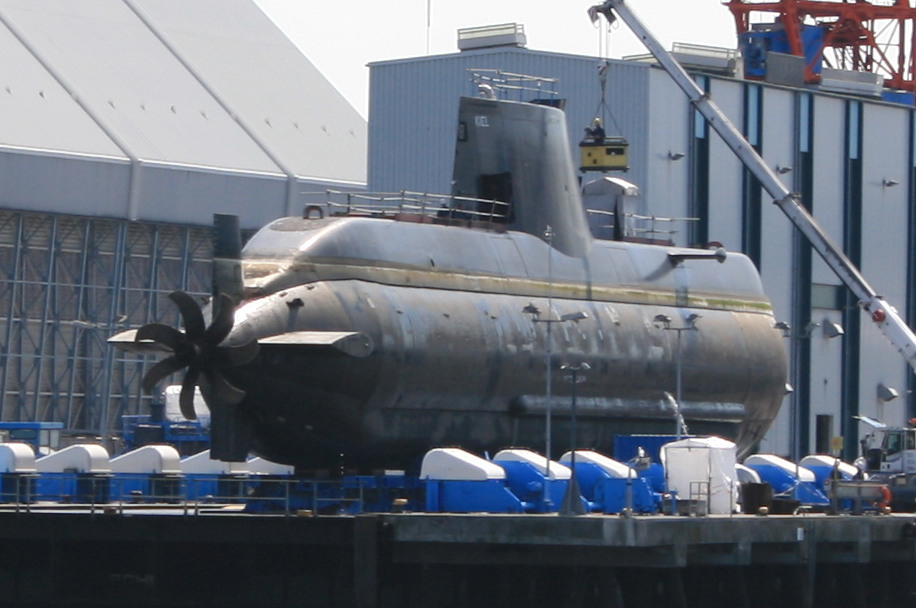
submarine S-120 Papanikolis (214 type) at HDW at Kiel.
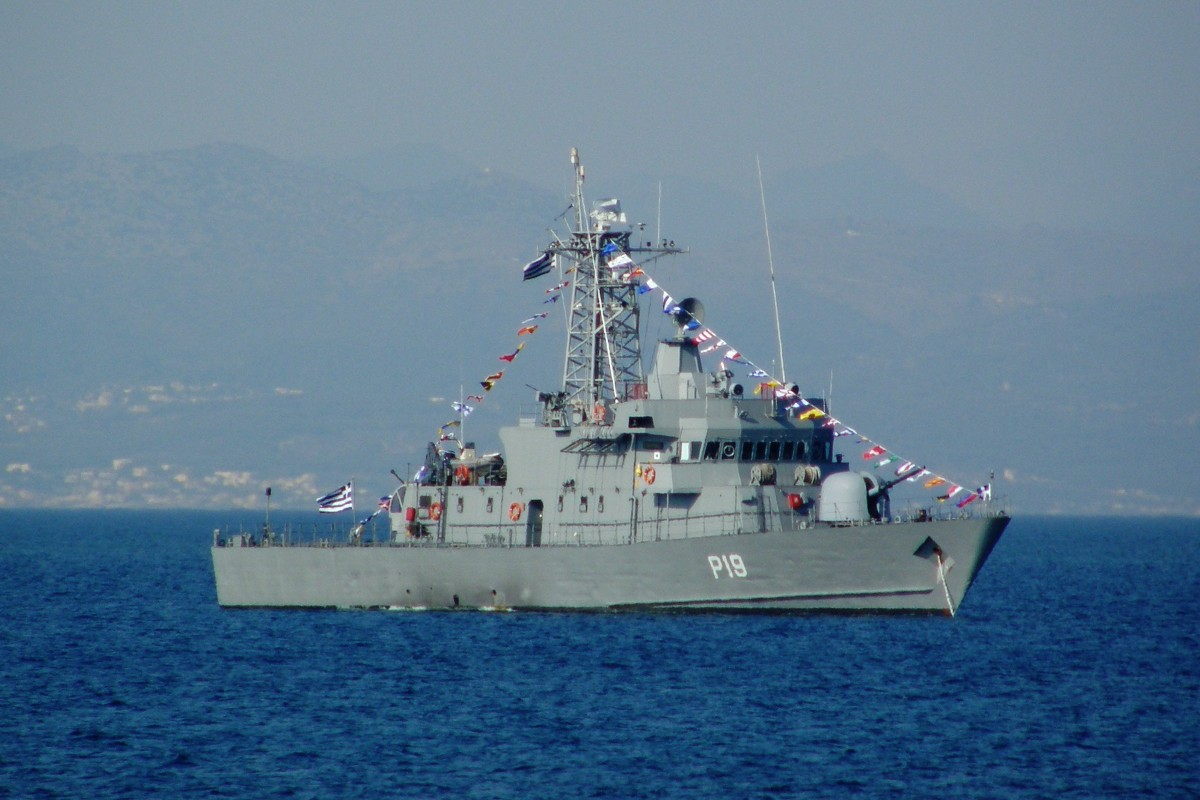
Osprey 55 class gunboat HS Navmachos, P-19, (Κ/Φ Ναυμάχος) at Faliron Bay.
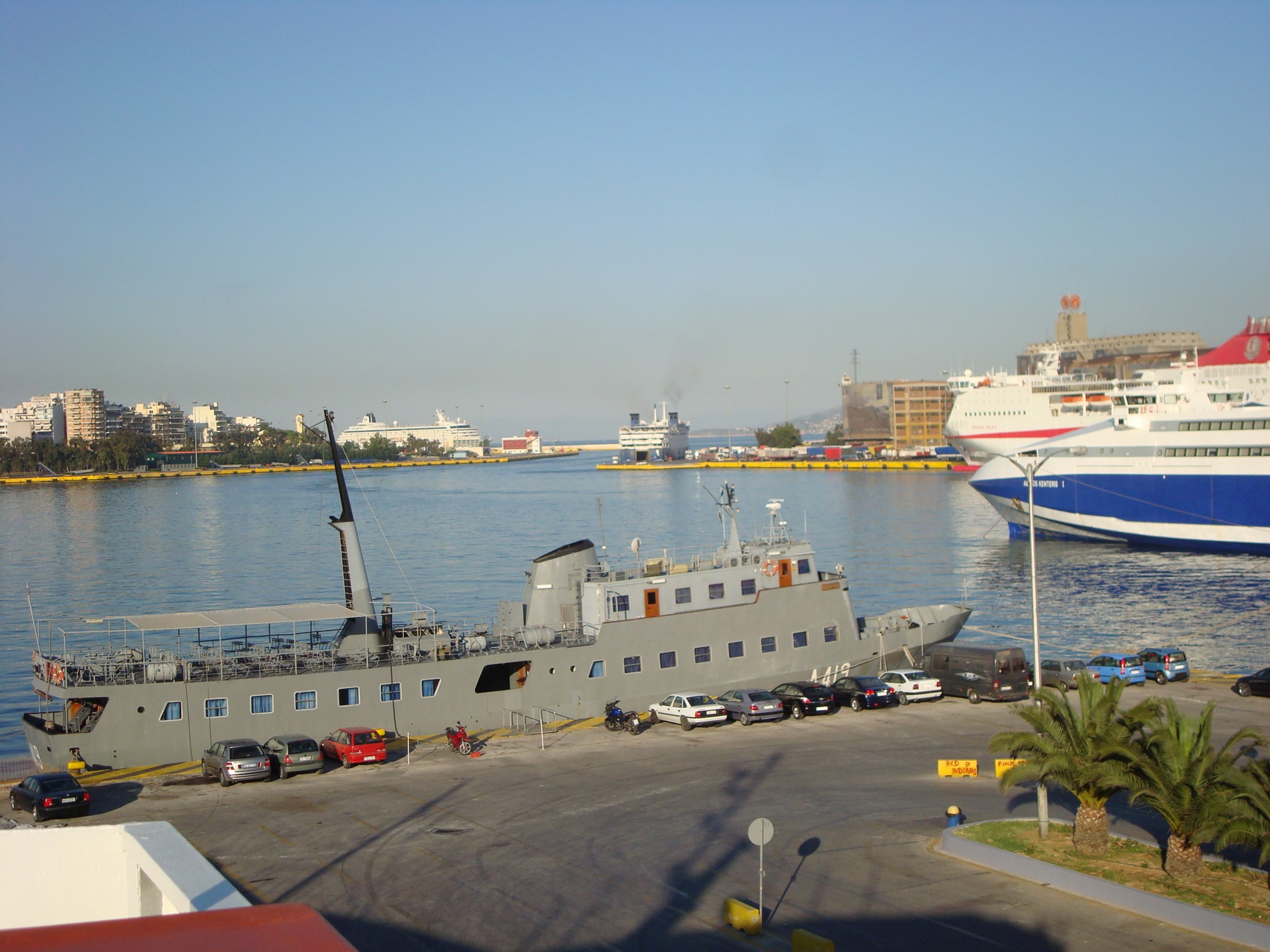
HS Pandora A-419, a passenger ship connecting Piraeus Harbor and Salamis Naval Base.
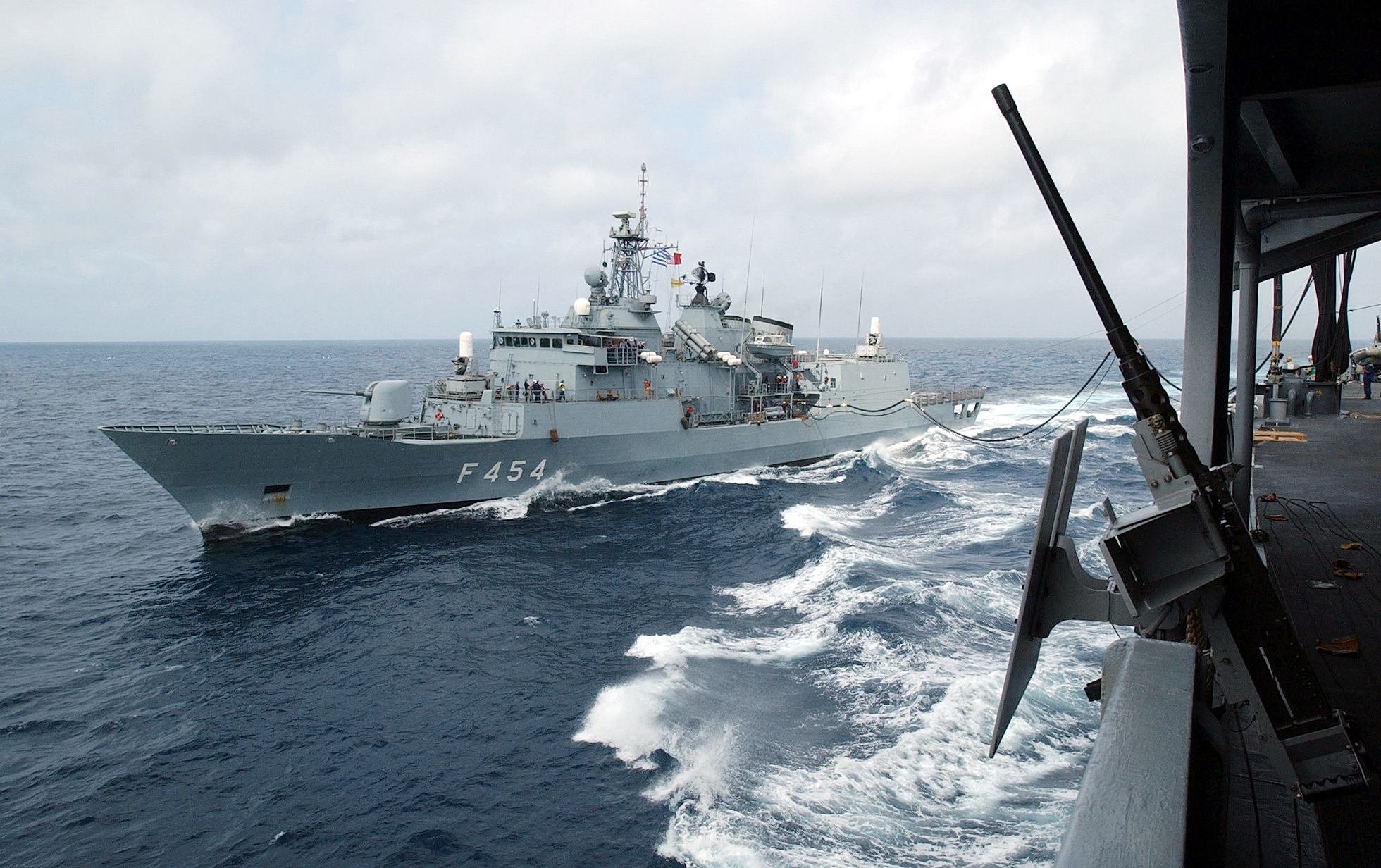
HS Psara, F-454, in Operation "Enduring Freedom".
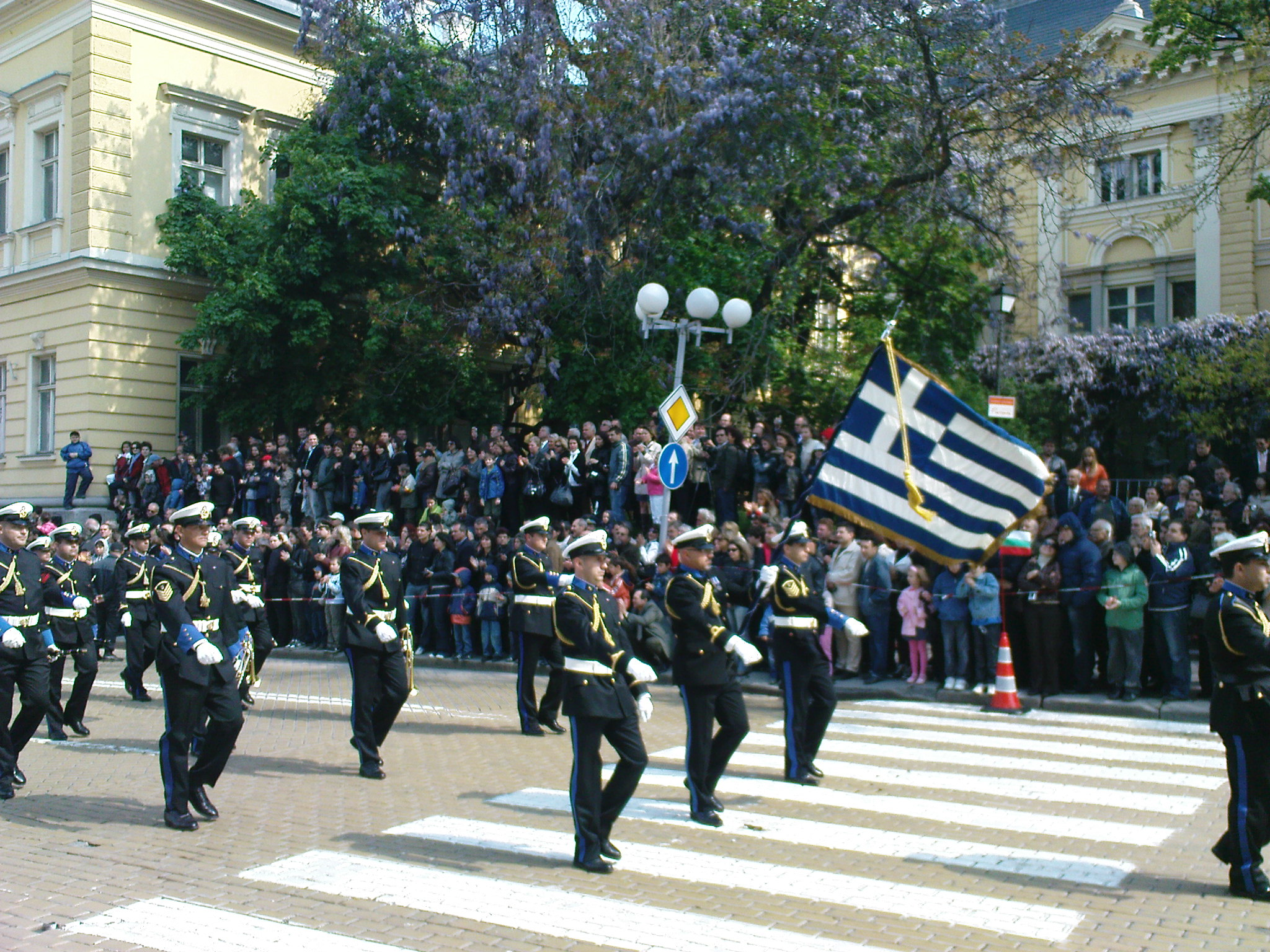
The Hellenic Navy band participating in the Army Day parade in صوفيا، بلغاريا.

## المزيد من القراءة
- Official Website of the Hellenic Navy. Note regarding copyright: The Hellenic Navy allows free use and distribution of images from their web site with proper attribution, however they have no set copyright policy for derivative work. See also appropriate template from Greek Wikipedia: el:Template:ΠΔΕΠΝ.
- Zisis Fotakis (2005). Greek Naval Strategy and Policy 1910-1919 (Naval Policy and History). Routledge. ISBN:978-0-415-35014-3.
- Andrew Toppan (2002). "World Navies Today: Greece". مؤرشف من الأصل في 2017-06-17. اطلع عليه بتاريخ 2008-07-04.: Excellent resource with details for ships of the Hellenic Navy. Caution: List not updated since 2002.
- Royal Hellenic or Greek Navy in World War I, including warship losses